# السيدة جيه
السيدة جيه (بالفرنسية: Mademoiselle de Joncquières)‏ هو فيلم دراما فرنسي من إخراج إيمانويل موريت [الإنجليزية] وبطولة سيسيل دي فرانس، إدوارد باير وأليس إيساز، صدر الفيلم في 12 سبتمبر 2018.

## روابط خارجية
- السيدة جيه على موقع IMDb (الإنجليزية)
- السيدة جيه على موقع ميتاكريتيك (الإنجليزية)
- السيدة جيه على موقع روتن توميتوز (الإنجليزية)
- السيدة جيه على موقع نتفليكس (الإنجليزية)
- السيدة جيه على موقع ألو سيني (الفرنسية)
- السيدة جيه على موقع أول موفي (الإنجليزية)
- السيدة جيه على موقع فيلمافينيتي (الإسبانية)
- السيدة جيه على موقع قاعدة بيانات الفيلم (الإنجليزية)
- السيدة جيه على موقع ليتربوكسد (الإنجليزية)
- السيدة جيه على موقع كينوبويسك (الروسية)